# Karl Fellinger
Karl Fellinger (19. června 1904 v Linci – 8. listopadu 2000 ve Vídni) byl rakouský lékař. Byl považován za doyena klinické medicíny v Rakousku.
Studoval na gymnáziu a poté na Vídeňské univerzitě. Od roku 1945 byl univerzitním profesorem ve Vídni a předsedou Nejvyšší lékařské rady. Byl jedním z nejvíce mezinárodně uznávaných rakouských lékařů ve 20. století. Mezi jeho pacienty byli Abd al-Azíz ibn Saúd, Muhammad Rezá Pahlaví, Muhammad Záhir Šáh, Hasan II., Muhammad Zijául Hak, Athenagoras I. a Siaka Stevens. Veřejně známým se stal díky seriálu televize ORF „Der gläserne Mensch“, v němž v letech 1977 až 1979 zasvěcoval diváky vzrušujícím způsobem do lékařských poznatků.

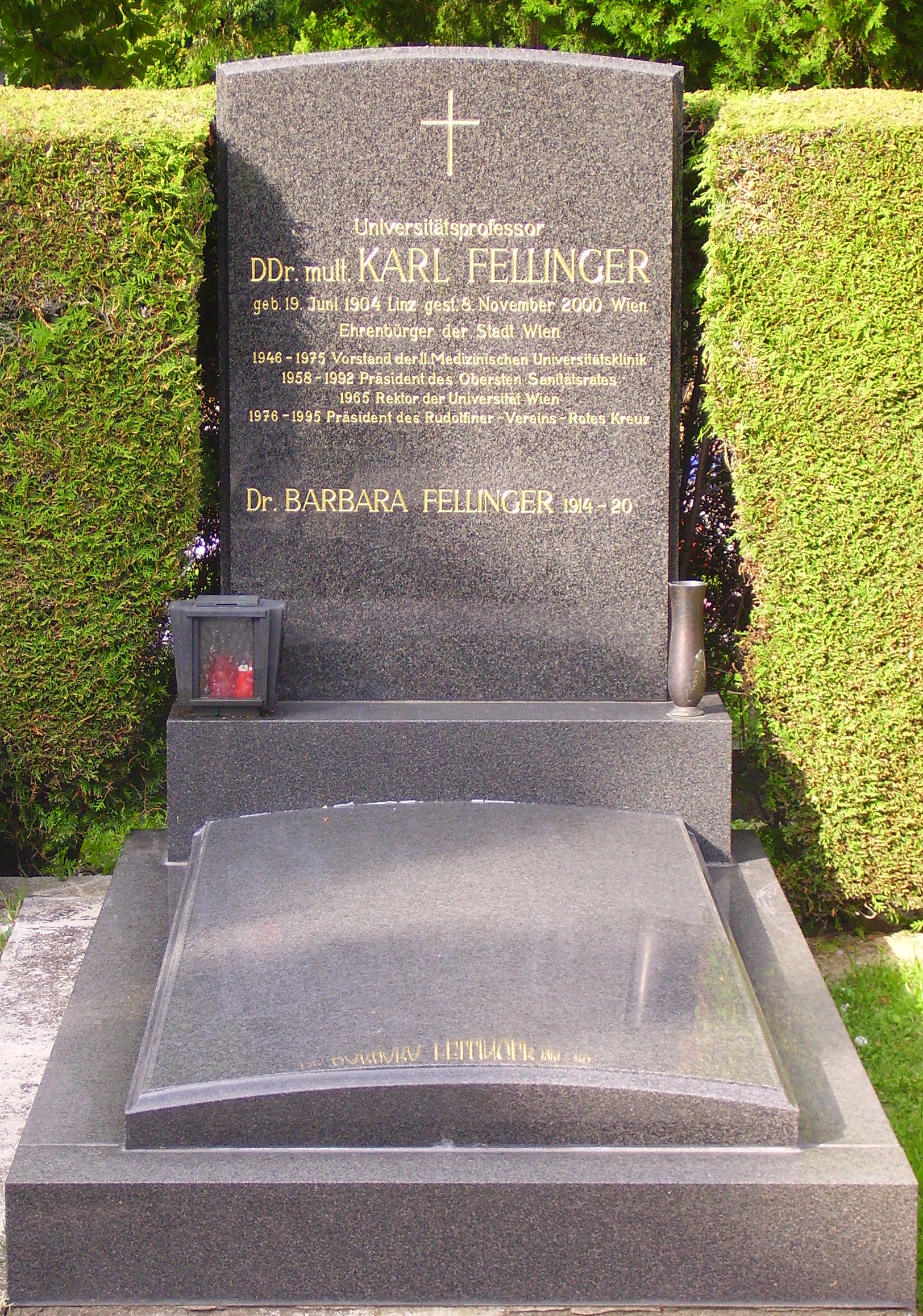
Hrob na Döblinském hřbitově

Je pohřben na hřbitově v Döblingu (skupina 24, řada 2, číslo 1) ve Vídni. Je po něm pojmenována infuze přípravku Fellinger, infuze metamizolu a kortizonu pro úlevu od bolesti.

## Dílo
- Die Fettleibigkeit (Otylost), 1939
- Klinische Fortschritte (Klinické pokroky), 1950
- Lehrbuch der Inneren Medizin (Učebnice vnitřní medicíny), 1952
- Arzt zwischen den Zeiten“ (Lékař mezi dvojí dobou), 1984

## Vyznamenání
- velká čestná dekorace ve stříbře Čestného odznaku Za zásluhy o Rakouskou republiku (Rakousko, 1959)[3]
- velká čestná dekorace ve stříbře s hvězdou Čestného odznaku Za zásluhy o Rakouskou republiku (Rakousko, 1965)[4]
- komtur s hvězdou Řádu svatého Řehoře Velikého (Vatikán)